# Podobwód
Podobwód – stosunkowo mała jednostka organizacyjna wojska prowadząca działania nieregularne (partyzanckie) na terenie kilku wsi, kilku gmin albo nawet całego powiatu.
Przykładem mogą być podobwody:
- Polskiej Organizacji Wojskowej,
- Służby Zwycięstwu Polski,
- Związku Walki Zbrojnej,
- Armii Krajowej,
- Zrzeszenia Wolność i Niezawisłość.